# USS Long (DD-209)
USS Long (DD-209/DMS-12) là một tàu khu trục lớp Clemson được Hải quân Hoa Kỳ chế tạo vào cuối Chiến tranh Thế giới thứ nhất, trong Chiến tranh Thế giới thứ Hai được cải biến thành tàu quét mìn hạng nhẹ với ký hiệu lườn DMS-12 và tiếp tục phục vụ cho đến khi bị máy bay tấn công cảm tử kamikaze đánh chìm vào đầu năm 1945. Nó là chiếc tàu chiến duy nhất của Hải quân Hoa Kỳ được đặt tên theo Bộ trưởng Hải quân John Davis Long (1838-1915).

## Thiết kế và chế tạo
Long được đặt lườn vào ngày 23 tháng 9 năm 1918 tại xưởng tàu của hãng William Cramp and Sons ở Philadelphia. Nó được hạ thủy vào ngày 26 tháng 4 năm 1919, được đỡ đầu bởi bà Arnold Knapp; và được đưa ra hoạt động vào ngày 20 tháng 10 năm 1919 dưới quyền chỉ huy của Hạm trưởng, Trung tá Hải quân A. B. Cook.

## Lịch sử hoạt động

### Giữa hai cuộc Thế Chiến
Sau khi hoàn tất việc chạy thử máy dọc theo bờ biển Đại Tây Dương, Long lên đường đi sang vùng Địa Trung Hải. Được phân về Đội khu trục 26, nó tiến hành tuần tra tại Địa Trung Hải và trong biển Adriatic, phục vụ như một tàu trạm, cho đến khi nó khởi hành đi Philippines vào đầu năm 1921 để nhận nhiệm vụ cùng Hạm đội Á Châu. Đặt căn cứ tại Cavite, Luzon, nó tuần tra tại Biển Đông cho đến tháng 7 năm 1922, khi nó được lệnh quay trở về Hoa Kỳ. Nó được cho xuất biên chế tại San Diego, California vào ngày 30 tháng 12 năm 1922.
Long được cho nhập biên chế trở lại tại San Diego vào ngày 29 tháng 3 năm 1930 dưới quyền chỉ huy của Hạm trưởng, Thiếu tá Hải quân William J. Butler. Hoạt động từ căn cứ này trong một thập niên tiếp theo, nó chủ yếu thực hiện các cuộc thực hành hải đội và canh phòng máy bay tại vùng biển Thái Bình Dương ngoài khơi Bắc và Nam Mỹ; từng hai lần đưa về lực lượng dự bị luân phiên thuộc Hải đội Khu trục 20 giữa năm 1933 và 1935. Đến năm 1940, nó được cải biến thành tàu quét mìn hạng nhẹ và được xếp lại lớp với ký hiệu lườn mới DMS-12 vào ngày 19 tháng 11 năm 1940, rồi hoạt động dọc vùng bờ Tây và vùng biển Hawaii cùng Hải đội Quét mìn 2.

### Thế Chiến II
Vào ngày 5 tháng 12 năm 1941, nó rời Trân Châu Cảng trong thành phần hộ tống cho tàu tuần dương hạng nặng Indianapolis. Sau khi Hải quân Đế quốc Nhật Bản tấn công Trân Châu Cảng hai ngày sau đó, nó quay trở về đây vào ngày 9 tháng 12, và bắt đầu các hoạt động tuần tra chống tàu ngầm. Nó cũng hộ tống tàu bè trong khu vực quần đảo Hawaii, và từ tháng 3 đến tháng 6 năm 1942 đã thực hiện các chuyến đi hộ tống đến Midway và Palmyra.
Long rời Trân Châu Cảng vào ngày 30 tháng 6 để làm nhiệm vụ tuần tra và hộ tống tại vùng biển Alaska. Sau khi bị tai nạn va chạm với tàu khu trục Monaghan trong hoàn cảnh sương mù dày đặc vào ngày 27 tháng 7, nó được sửa chữa tại San Francisco, California, và quay trở lại Kodiak vào ngày 27 tháng 9 để tuần tra và bảo vệ chống tàu ngầm. Trong mùa Đông tại vùng cực, nó tuần tra các lối tiếp cận đảo Adak, và bảo vệ các đoàn tàu vận tải trong khi lực lượng Hoa Kỳ chuẩn bị đánh bại quân đồn trú Nhật Bản tại phía Tây quần đảo Aleut. Nó đã tham gia việc chiếm đóng Amchitka mà không gặp kháng cự vào ngày 12 tháng 1 năm 1943, và trong khi tuần tra dọc hòn đảo đã đánh trả những cuộc không kích của đối phương trong các ngày 31 tháng 1 và 1 tháng 2. Sau đó, nó gia nhập Lực lượng Đặc nhiệm 51 dưới quyền Chuẩn đô đốc Francis W. Rockwell vào ngày 3 tháng 5 cho việc chiếm đóng đảo Attu. Di chuyển trong thời tiết biển động và sương mù của mùa Xuân tại biển Bering, nó tiếp cận Attu vào ngày 11 tháng 5 và đã tiến hành quét mìn trước khi cuộc đổ bộ diễn ra thành công cuối ngày hôm đó.
Long tiếp tục hoạt động tuần tra và hộ tống trong suốt giai đoạn chiếm đóng Attu và Kiska suốt mùa Hè trước khi quay trở về Trân Châu Cảng vào ngày 16 tháng 9 để hộ tống các tàu buôn đi San Francisco, nơi nó được đại tu. Sau một giai đoạn tuần tra tại vùng biển Hawaii từ ngày 15 tháng 11 năm 1943 đến ngày 22 tháng 1 năm 1944, nó hộ tống cho lực lượng tăng cường đi đến Roi-Namur thuộc quần đảo Marshall vào ngày 2 tháng 2, rồi gia nhập Lực lượng Đặc nhiệm 76 vào ngày 28 tháng 2 tại vùng biển New Guinea. Nó phục vụ hộ tống và quét mìn trong giai đoạn chinh phục quần đảo Admiralty vào đầu tháng 3, rồi hộ tống các đoàn tàu vận tải đi và đến vịnh Milne, Guadalcanal và Espiritu Santo từ mũi Sudest.
Vào ngày 18 tháng 4, Long lên đường cho cuộc chiếm đóng khu vực Hollandia (nay là Jayapura). Nó đi đến vịnh Humboldt vào ngày 22 tháng 4, thực hiện quét mìn chuẩn bị rồi tiến hành bắn phá tiếp cận cho cuộc đổ bộ. nÓ đi đến Guadalcanal vào đầu tháng 5 để chuẩn bị cho chiến dịch chiếm đóng quần đảo Mariana, khi nó lên đường vào ngày 4 tháng 6. Đi đến 13 tháng 6 vào ngày Saipan để quét mìn chuẩn bị ở phía Tây hòn đảo, nó phục vụ như tàu cột mốc radar và bảo vệ cho đến ngày 24 tháng 6, và sau một chuyến đi đến quần đảo Marshall đã hộ tống cho thiết giáp hạm Pennsylvania trong hoạt động bắn phá chuẩn bị xuống Guam bắt đầu từ ngày 12 tháng 7. Sau khi thực hiện các nhiệm vụ tuần tra chống tàu ngầm và hộ tống vận tải, nó gia nhập Đội đặc nhiệm 32.5 tại Guadalcanal vào ngày 16 tháng 8.
Long lên đường vào ngày 6 tháng 9 cho cuộc tấn công Palaus, làm nhiệm vụ quét mìn ngoài khơi Peleliu và Angaur, và trong eo biển Kossol từ ngày 12 đến ngày 16 tháng 9, rồi thực hiện các nhiệm vụ tuần tra và hộ tống cho đến khi nó gia nhập Đệ Thất hạm đội vào ngày 4 tháng 10 cho chiến dịch chiếm đóng Philippines. Rời cảng Seeadler ngày 10 tháng 10 cùng với Đội quét mìn 1, nó đi vào vịnh Leyte vào ngày 17 tháng 10. Dẫn đầu cho cuộc tấn công, nó quét sạch mìn ngoài khơi các đảo Dinagat và Hibuson cùng các lối tiếp cận Dulag-Tacloban. Sau khi quét mìn tại eo biển Surigao, nó thực hiện tuần tra và phục vụ như tàu thả khói ngụy trang trong vịnh Leyte cho đến ngày 23 tháng 10, khi nó gia nhập cùng các tàu vận chuyển để quay về Manus, đến nơi vào ngày 29 tháng 10.
Sau khi được sửa chữa và huấn luyện tại Manus, Long lên đường vào ngày 23 tháng 12 làm nhiệm vụ quét mìn chuẩn bị cho cuộc đổ bộ lên vịnh Lingayen, Luzon. Đội của nó bị tấn công vào ngày 2 tháng 1 năm 1945 trong biển Mindanao, đợt đầu tiên trong số hàng loạt các cuộc không kích mà Nhật Bản tung ra nhằm đẩy lui cuộc tấn công Luzon. Nó bắt đầu quét mìn trong vịnh Lingayen vào ngày 6 tháng 1, né tránh và bắn vào máy bay Nhật trong khi thực hiện nhiệm vụ rắc rối này. Sau giữa trưa, trong khi thực hiện lượt quét mìn thứ hai, nó phát hiện hai máy bay tiêm kích Mitsubishi A6M Zero đang tiến đến. Nó lập tức tăng tốc độ lên 25 kn (46 km/h) và nổ súng, nhưng không thể ngăn một chiếc kamikaze đâm bổ vào mạn trái bên dưới cầu tàu, khoảng 1 ft (30 cm) bên trên mực nước.
Các vụ nổ và đám cháy xuất hiện giữa tàu, khiến Long mất động lực và liên lạc nội bộ, và không thể dập lửa phía trước. Vị chỉ huy con tàu, Đại úy Hải quân Stanley Caplan, lo ngại một vụ nổ hầm đạn phía trước, nên ra lệnh cho những người mắc kẹt ở sàn tàu phía trước rời tàu; nhưng do hiểu nhầm mệnh lệnh, thủy thủ đoàn phía đuôi cũng bỏ tàu. Tất cả được nhanh chóng cứu vớt bởi chiếc tàu khu trục Hovey vốn đang túc trực bên cạnh để giúp đỡ con tàu bị cháy nhưng vẫn còn có thể đi được. Đại úy Caplan chuẩn bị dẫn đầu một đội cứu hộ đổ sang chiếc Long từ chiếc Apache, nhưng việc không kích ác liệt và liên tục đã ngăn trở những nỗ lực cứu hộ và dập lửa. Đến xế chiều, một máy bay khác tấn công Long và nổ tung tại cùng một vị trí, phá hủy cầu tàu và khiến lườn tàu vỡ làm đôi. Long lật úp và chìm sáng hôm sau ở tọa độ 16°12′B 120°11′Đ / 16,2°B 120,183°Đ. Nhiều người sống sót được cứu bởi Hovey sau đó cũng thiệt mạng khi bản thân Hovey bị trúng ngư lôi của máy bay đối phương và đắm sáng sớm hôm sau.

## Phần thưởng
Long được tặng thưởng chín Ngôi sao Chiến trận do thành tích phục vụ trong Chiến tranh Thế giới thứ hai.